# سوکانیا سریسورات
سوکانیا سریسورات (زاده ۳ می ۱۹۹۵) یک زن وزنه‌بردار تایلندی است. او در رقابت‌های قهرمانی جهان در سال ۲۰۱۴ در رده وزنی ۵۸ کیلوگرم برنده مدال برنز شد و در بازی‌های المپیک ۲۰۱۶ او در رده وزنی ۵۸ کیلوگرم برنده مدال طلا شد.

## نتایج
| سال            | مکان                         | وزن            | یک‌ضرب (کیلوگرم) | یک‌ضرب (کیلوگرم) | یک‌ضرب (کیلوگرم) | یک‌ضرب (کیلوگرم) | دوضرب (کیلوگرم) | دوضرب (کیلوگرم) | دوضرب (کیلوگرم) | دوضرب (کیلوگرم) | مجموع          | رتبه           |
| سال            | مکان                         | وزن            | ۱               | ۲               | ۳               | رتبه            | ۱               | ۲               | ۳               | رتبه            | مجموع          | رتبه           |
| بازی‌های المپیک | بازی‌های المپیک               | بازی‌های المپیک | بازی‌های المپیک  | بازی‌های المپیک  | بازی‌های المپیک  | بازی‌های المپیک  | بازی‌های المپیک  | بازی‌های المپیک  | بازی‌های المپیک  | بازی‌های المپیک  | بازی‌های المپیک | بازی‌های المپیک |
| -------------- | ---------------------------- | -------------- | --------------- | --------------- | --------------- | --------------- | --------------- | --------------- | --------------- | --------------- | -------------- | -------------- |
| 2016           | ریو دو ژانیرو، برزیل         | 58 کیلوگرم     | 105             | 108             | 110 ر.ک         | 1               | 127             | 130             | 132             | 1               | 240            | 1              |
| قهرمانی جهان   |                              |                |                 |                 |                 |                 |                 |                 |                 |                 |                |                |
| 2014           | آلماتی، قزاقستان             | ۵۸ کیلوگرم     | 102             | 105             | 106             | 1               | 120             | 125             | 125             | 4               | 231            | 3              |
| 2015           | هیوستون، ایالات متحده آمریکا | ۵۸ کیلوگرم     | 103             | 106             | 109             | 3               | 121             | ۱۲۱             | ۱۲۱             | ۸               | ۲۲۷            | ۵              |